# Schwingungspaketsteuerung

Funktionsprinzip

Schwingungspaketsteuerung
t_{E}: Einschaltdauer
t_{0}: Schwingungspaketdauer

Die Wellenpaketsteuerung bzw. Schwingungspaketsteuerung  dient zur Regelung der Leistung elektrischer Verbraucher mit Wechselspannung. Typische Anwendungen sind Elektrogebäudeheizungen oder elektronische Durchlauferhitzer.
Im Gegensatz zur Phasenanschnittsteuerung wird das Signal nur in den Nulldurchgängen geschaltet. Dadurch werden Strom- und Spannungs-Transienten und damit Oberschwingungen weitgehend vermieden.

## Implementierungen
Ganzwellensteuerung
Es werden immer ganze Perioden der Netzfrequenz ein- oder ausgeschaltet. Dadurch treten unter keinen Umständen Gleichanteile in der Stromaufnahme auf.
Halbwellensteuerung
Zur Erhöhung der Kontinuität der effektiven Spannung können auch Halbwellen geschaltet werden. Wenn Gleichstromanteile vermieden werden sollen, muss dafür gesorgt werden, dass negative und positive Halbwellen genauso häufig auftreten.
(Klassische) Steuerung mit fester Periodendauer
Die Periodenlänge {\displaystyle P} ist konstant (z. B. 64). Je nach gewünschter effektiver Spannung sind davon {\displaystyle N} Perioden (z. B. 20) eingeschaltet und {\displaystyle P-N} Perioden (in diesem Beispiel 64 − 20 = 44) ausgeschaltet. Klassische Implementierung mittels Zählerbausteinen und Digital-Komparatoren.
Steuerung mit variabler Periodendauer
Ziel ist die Ansteuerung mit einer Pulsfolge, die kaum niederfrequente Signalanteile enthält. Erreicht wird dies durch Verwendung von Delta-Sigma-Modulatoren zur Ansteuerung. Dadurch können bei 50-Hz-/60-Hz-Einphasenwechselspannung Motoren ohne zusätzliche Vibrationen angesteuert werden, bei Drehstrom sind auch Beleuchtungsanlagen flimmerfrei ansteuerbar.
Steuerung mittels analoger Regelschaltungen
Die Steuerung ist mittels Integratoren und Komparatoren möglich. Das Ausgangssignal wird gleichgerichtet und integriert. Diese Spannung wird mit einer Referenzspannung (die einstellbar ist) verglichen. Je nach Abweichung wird das Ausgangssignal ein- oder ausgeschaltet.
Steuerung mittels Mikrocontroller
Die zunehmende Verfügbarkeit billiger Mikrocontroller ermöglicht die Steuerung per Software. Komfortfunktionen können ohne zusätzlichen Materialaufwand implementiert werden.

## Vorteil
- Bei Widerstandsheizungen nahezu keine Verschiebungs-Blindleistung in der Grundfrequenz bei elektrischen Verbrauchern.

## Nachteil
- Zusätzliche sub- und zwischenharmonische Verzerrungen der Netzströme, daher schlechter Leistungsfaktor, obwohl der Wirkfaktor sehr gut ist.
- Wenn die Schwingungspaketsteuerung zur Optimierung des Eigenverbrauchs von PV-Anlagen eingesetzt wird, kann es bei elektronischen Zählern zu unerwartetem Netzbezug und Einspeisung kommen[1], obwohl im Durchschnitt keine Leistung am Netzanschlusspunkt aufgenommen oder abgegeben wird.

## Einschränkungen
Bei 50 Hz/60 Hz Netzfrequenz kann bei Beleuchtungen unter Umständen Flicker wahrgenommen werden. Bei Antrieben kommt es durch eine Schwingungspaketsteuerung zwar zu einer höheren Drehmomentwelligkeit, was aber bei manchen Anwendungen – wie der Steuerung von Umwälzpumpen in thermischen Solaranlagen – tolerierbar ist. Bei stark integrierenden Verbrauchern wie z. B. einem Heizstrahler kann man die Leistung mit beliebig hoher Auflösung steuern, bei Antrieben ist die Anzahl der nutzbaren Auflösungsschritte durch die auftretende Drehmomentwelligkeit eher gering (z. B. 25 %, 33,3 %, 50 %, 66,7 %, 75 % und 100 %).
Netzseitig, d. h. vor der Schwingungspaketsteuerung, bewirken die Stromlücken eine erhöhte Verzerrungsblindleistung. Der Leistungsfaktor {\displaystyle \lambda } ist nur vom Taktverhältnis abhängig:
Mit netzseitiger Spannung {\displaystyle U=U_{\text{N}}} ergibt sich der Strom
{\displaystyle I={\frac {U_{\text{N}}}{Z}}\cdot {\sqrt {\frac {t_{\text{E}}}{t_{0}}}}} und damit die Scheinleistung
{\displaystyle S={\frac {U_{\text{N}}^{2}}{Z}}\cdot {\sqrt {\frac {t_{\text{E}}}{t_{0}}}}} sowie die Wirkleistung
{\displaystyle P={\frac {U_{\text{N}}^{2}}{Z}}\cdot {\frac {t_{\text{E}}}{t_{0}}}}.
{\displaystyle \lambda ={\frac {P}{S}}={\sqrt {\frac {t_{\text{E}}}{t_{0}}}}}
Bei Einsatz mehrerer Schwingungspaketsteuerungen kann der schlechte Leistungsfaktor kompensiert werden, indem die einzelnen Steuerungen vorteilhaft so angesteuert werden, dass der Netzstrom in Summe ein möglichst hohes Tastverhältnis hat.

## Wirkungsweise
Die Schwingungspaketsteuerung schaltet Schwingungspakete. Ein Schwingungspaket besteht aus einer Anzahl vollständiger Sinusschwingungen. Die Steuerung schaltet genau im Nulldurchgang der Spannung ein und schaltet ebenso im Nulldurchgang wieder aus. Durch das Verhältnis von Einschaltdauer {\displaystyle t_{\text{E}}} zu Schwingungspaketdauer {\displaystyle t_{0}} ergibt sich der gewünschte Effekt der verminderten Leistungsaufnahme {\displaystyle P_{\text{red}}} des nachgeschalteten Verbrauchers.
Berechnung der effektiven Leistung in Abhängigkeit vom Tastverhältnis:
{\displaystyle P=P_{\text{N}}\cdot {\frac {t_{\text{E}}}{t_{0}}}}
Berechnung der effektiven Spannung in Abhängigkeit vom Tastverhältnis:
{\displaystyle U=U_{\text{N}}\cdot {\sqrt {\frac {t_{\text{E}}}{t_{0}}}}}